# Hjärnverket
Hjärnverket är ett TV-program på lokal-tv-kanalerna 24NT och 24Corren i Östergötland. I programmet vädrar lokala kändisar sina åsikter tillsammans med programledaren Ulf Holmertz. Panelen är består oftast av tre personer. Johan Birath är en flitig deltagare. Andra som ofta synts i programmet är Björn Eriksson (tidigare rikspolischef och landshövding), Lars Stjernkvist (tidigare generaldirektör för Integrationsverket) och Jerry Prütz (musiker och musikskribent). Tidigare hölls också en tittartävling under varje program, där folk hade möjlighet att ringa in och svara på en fråga som knöt an till något aktuellt. 
Hjärnverket sändes ursprungligen på TV4 Öst under mitten på 90-talet. Sedan var kanalen Nollettan, som bytte namn till Kanal Lokal Östergötland. Den kanalen lades ner, men när Östgöta Correspondenten och Norrköpings Tidningar startade egna TV-kanaler återuppstod programmet än en gång.